# Djurgårdens IF Fotboll 1951/1952
Djurgårdens IF Fotboll, spelade 1951/1952 i Allsvenskan. Med ett hemmapubliksnitt på 16319 blev John Eriksson lagets bäste målskytt med 10 mål och på andra plats kom Gösta Sandberg med 6 mål.